# Campeonato Europeo de Judo de 1978
El XXVI Campeonato Europeo de Judo se celebró en dos sedes distintas: el campeonato masculino en Helsinki (Finlandia) entre el 5 y el 7 de mayo y el femenino en Colonia (RFA) entre el 10 y el 12 de noviembre de 1978 bajo la organización de la Unión Europea de Judo (EJU).

## Medallistas

### Masculino
| Evento            | Oro                          | Plata                   | Bronce                                                   |
| ----------------- | ---------------------------- | ----------------------- | -------------------------------------------------------- |
| –60 kg            | Felice Mariani · Italia      | Arpad Szabo Rumania     | Reinhard Arndt RDA Yevgueni Pogorelov URSS               |
| –65 kg            | Torsten Reißmann RDA         | Nikolai Solodujin URSS  | József Tuncsik · Hungría · Dragan Kosić · Yugoslavia     |
| –71 kg            | Günter Krüger RDA            | Engelbert Dörbandt RFA  | Neil Adams · Reino Unido · Károly Molnar · Hungría       |
| –78 kg            | Harald Heinke RDA            | Adam Adamczyk · Polonia | Bernard Tchoullouyan · Francia · Jerzy Jatowtt · Austria |
| –86 kg            | Alexandr Yatskevich URSS     | Detlef Ultsch RDA       | Wolfgang Frank · RFA · Jürg Röthlisberger · Suiza        |
| –95 kg            | Dietmar Lorenz RDA           | Angelo Parisi Francia   | Robert Van de Walle · Bélgica · Vladimir Gurin · URSS    |
| +95 kg            | Peter Adelaar · Países Bajos | Imre Varga · Hungría    | Jean-Luc Rougé Francia Serguei Novikov URSS              |
| Categoría abierta | Dietmar Lorenz RDA           | Jean-Luc Rougé Francia  | Imre Varga · Hungría · Dzhibilo Nizharadze · URSS        |

### Femenino
| Evento            | Oro                        | Plata                       | Bronce                                                     |
| ----------------- | -------------------------- | --------------------------- | ---------------------------------------------------------- |
| –48 kg            | Jane Bridge Reino Unido    | Annie Vial Francia          | Christine Jankowski RFA María Luisa Iglesias España        |
| –52 kg            | Edith Hrovat · Austria     | Sacramento Moyano España    | Christiane Herzog · Francia · Therése Nguyen · Suiza       |
| –56 kg            | Gerda Winklbauer · Austria | Dawn Netherwood Reino Unido | Rebecca Ljungbergh · Suecia · Elisabetta Ricciato · Italia |
| –61 kg            | Ingrid Berg RFA            | Martine Rottier Francia     | Gloria Monti · Italia · Jeannine Peeters · Bélgica         |
| –66 kg            | Karin Krüger RFA           | Varma Rothacher · Suiza     | Marie-France Mill · Bélgica · Paulette Fouillet · Francia  |
| –72 kg            | Barbara Claßen RFA         | Cathérine Pierre Francia    | El Vermeer · Países Bajos · Avril Malley · Reino Unido     |
| +72 kg            | Christiane Kieburg RFA     | Margit Schmutzer · Austria  | Muriel Samery · Francia · Giovanna Parenti · Italia        |
| Categoría abierta | Varma Rothacher · Suiza    | Jocelyne Triadou Francia    | Marie-France Mill · Bélgica · Avril Malley · Reino Unido   |

## Medallero
| Núm. | País         | Oro | Plata | Bronce | Total |
| ---- | ------------ | --- | ----- | ------ | ----- |
| 1    | RDA          | 5   | 1     | 1      | 7     |
| 2    | RFA          | 4   | 1     | 2      | 7     |
| 3    | Austria      | 2   | 1     | 1      | 4     |
| 4    | URSS         | 1   | 1     | 4      | 6     |
| 5    | Reino Unido  | 1   | 1     | 3      | 5     |
| 5    | Suiza        | 1   | 1     | 2      | 4     |
| 7    | Italia       | 1   | 0     | 3      | 4     |
| 8    | Países Bajos | 1   | 0     | 1      | 2     |
| 9    | Francia      | 0   | 6     | 5      | 11    |
| 10   | Hungría      | 0   | 1     | 3      | 4     |
| 11   | España       | 0   | 1     | 1      | 2     |
| 12   | Polonia      | 0   | 1     | 0      | 1     |
| 12   | Rumania      | 0   | 1     | 0      | 1     |
| 14   | Bélgica      | 0   | 0     | 4      | 4     |
| 15   | Suecia       | 0   | 0     | 1      | 1     |
| 15   | Yugoslavia   | 0   | 0     | 1      | 1     |
|      | TOTAL        | 16  | 16    | 32     | 64    |